# Dokud jsme mladí
Dokud jsme mladí (v anglickém originále While We're Young) je americký komediálně-dramatický film z roku 2014, který natočil Noah Baumbach podle vlastního scénáře. Hlavní role v něm hráli Ben Stiller, Naomi Wattsová, Adam Driver a Amanda Seyfriedová. Pojednává o dokumentaristovi a jeho ženě, kterým je přes čtyřicet a seznámí se s mnohem mladším párem. Autorem originální hudby k filmu je James Murphy, který s režisérem spolupracoval již na jeho starším filmu Greenberg (2010). Ve filmu byly dále použity písně například od Davida Bowieho a Lionela Richieho či skupin Survivor a A Tribe Called Quest. Snímek měl premiéru 6. září 2014 na 39. ročníku torontského mezinárodního filmového festivalu.